# Tigermussling
Tigermussling (Lentinus tigrinus) är en vit till gråvit svamp som växer på ved av olik lövträd, bland annat poppelsläktet och videsläktet, och som är känd från både Europa och Nordamerika. I Sverige har den endast hittats i Skåne och är rödlistad som starkt hotad.
Tigermusslingen växer ofta tuvad, även om fruktkropparna också kan uppträda ensamma. Dess hatt är mönstrad med mörkare fjäll, har vågig kant och är mer eller mindre tydligt navlad. Hattens bredd är 3-7 centimeter. Dess skivor är nedlöpande och har fint sågtandad kant. Unga exemplar har blekt vita skivor, men på äldre exemplar är de mer gulvita. Foten blir upp till 8 centimeter hög och en centimeter bred. 
Svampen är inte ätlig.